# Spargania comprobata
Spargania comprobata är en fjärilsart som beskrevs av Paul Dognin 1913. Spargania comprobata ingår i släktet Spargania och familjen mätare. Inga underarter finns listade i Catalogue of Life.